# High Bandwidth Memory

Schema memoriei HBM

High Bandwidth Memory (HBM),  memorie cu lățime de bandă înaltă sau memorie pe mai multe niveluri, este o interfață de memorie RAM de înaltă performanță cu circuite integrate tridimensionale (3D IC) la care memoria este amplasată deasupra unui strat conectiv intermediar, numit interposer. Un singur strat de memorie HBM suportă o magistrală de 1024 biți și o lățime de bandă de memorie mai mare de 125 GB/s. În comparație cu memoria GDDR5X, cip-ul HBM rulează la o viteză mai joasă a ceasului, atingând în același timp o lățime de bandă mult mai mare, și un consum de energie mai redus.
HBM este utilizată în unități de procesare grafică de înaltă performanță din stații de lucru, servere, dispozitive de rețea și supercalculatoare, realitate virtuală, realitate augmentată, inteligență artificială. Primul cip de memorie HBM a fost produs de SK Hynix în 2013, iar primele dispozitive care au utilizat o memorie HBM au fost GPU-urile AMD Fiji.
Memoria HBM a fost adoptată de JEDEC ca standard de industrie în octombrie 2013. 
Producătorii de top ai pieței de memorii HBM sunt: AMD  Intel, Samsung, SK Hynix și Xilinx.
Primele plăci grafice care au utilizat memoria HBM au fost AMD Radeon R9 Fury X, Radeon R9 Fury, Radeon R9 Nano și Radeon Pro Duo.

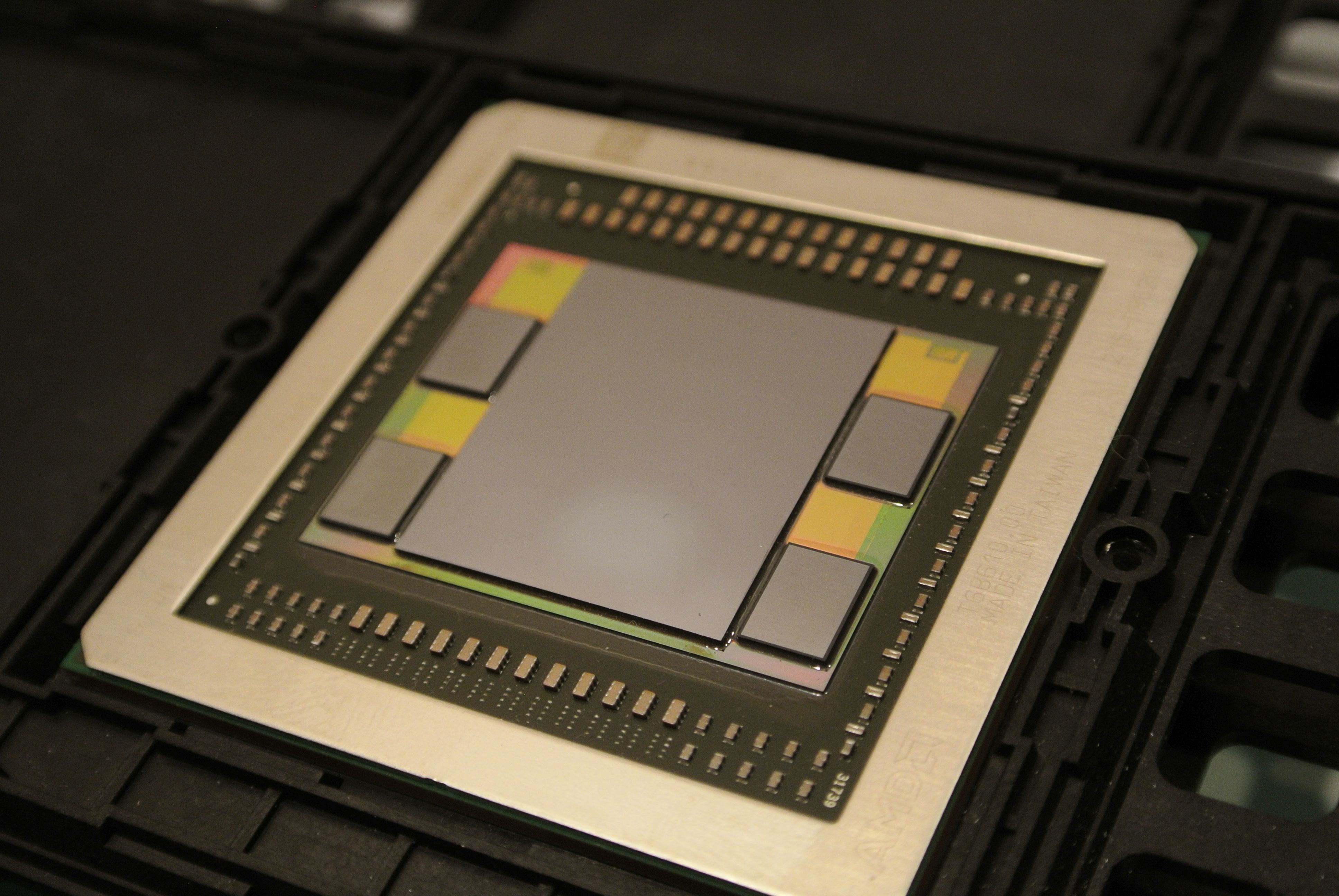
AMD Fiji GPU

## Caracteristici
Prin proiectare, HBM este o memorie neplanară cu o structură tridimensională, asemănătoare cu un paralelipiped dreptunghiular. În HBM, mai multe cipuri de memorie sunt stivuite unul peste celălalt interconectate prin procesul tehnologic tridimensional TSV (Through-Silicon Via), pentru a forma o structură cubică numită 3D stacking (3DS) . Aceasta reduce zona ocupată de cipurile de memorie, ceea ce face posibilă amplasarea acesteia în imediata apropiere a procesorului grafic, fără a fi nevoie de conexiuni mai lungi. Odată cu scurtarea fizică a traseelor rezultă și un factor de formă redus, necesar de curent mai mic deci, implicit consum mai mic de energie și temperaturi de operare mai reduse. Mai multe astfel de module de memorie HBM se pot asambla pentru a ajunge la diferite configurații. 
Fiecare stivă a memoriei HBM este independentă de celelalte, dar ele lucrează împreună. O stivă tipică de memorie HBM constă din patru straturi DRAM pe matricea de bază și are două canale de 128 biți pentru fiecare cip DRAM, dând un total de 8 canale, ceea ce are ca rezultat 1024 biți pe strat. Astfel, o placă video cu patru straturi (o stivă) HBM are o lățime a magistralei de memorie de 4 x 1024 = 4096 biți. Viteza de operare a memoriei HBM este de 1 Gb/s, dar lățimea de bandă a memoriei este mult mai mare comparativ cu memoria GDDR5, datorită unei magistrale mult mai largi. Lățimea de bandă a memoriei HBM poate atinge 128 GB/s pe strat (viteză totală de 4 x 128 = 512 GB/s pe stivă). HBM poate avea o capacitate de 1 GB pe strat și suportă 4 GB pentru fiecare stivă.  

## HBM2
HBM2 este o memorie HBM de a doua generație acceptată de JEDEC în ianuarie 2016. Primul cip GPU care utilizează memoria HBM2 este Nvidia Tesla P100.Cardul grafic pentru stațiile de lucru Nvidia Quadro GP100 este echipat, de asemenea, cu memorie HBM2. 
HBM2 poate avea 8 straturi pe stivă și o rată de transfer de până la 2 Gb/s pe strat. Cu o interfață de memorie de 1024 de biți, poate avea o lățime de bandă de memorie de 256 GB/s pe stivă, care este de două ori mai mare decât memoria HBM din prima generație. De asemenea, capacitatea totală a HBM2 este mai mare și poate avea până la 8 GB pe stivă. 
La sfârșitul anului 2018, JEDEC a anunțat o actualizare a HBM2 prin care fiecare stivă poate fi cu 2, 4, 8, 12 straturi TSV, rezultând o capacitate de memorie de 24 GB, și viteza de 307 GB/s pe stivă.

### HBM2E
Versiunea HMB2E (Evolutionary) a fost anunțată pe 20 martie 2019 de Samsung sub denumirea Flashbolt. HBM2E se bazează pe 8 straturi de memorie de 16 GB capacitate cu o viteză de 410 GB/s pe stivă, cu 33% mai mult față de HBM2. Noua memorie va fi integrată în plăci video care vor putea atinge chiar și o lățime de bandă de 800 GB/s pe stivă. În august 2019, SK Hynix dezvoltă o memorie cu opt matrițe pe stivă, un total de 16 GB capacitate și 460 GB/s pe stivă. SK Hynix va începe producția de masă în 2020.

## HBM3
Cea de-a treia generație de memorie HBM, a fost anunțată în 2016 de Samsung și Hynix în cadrul conferinței Hot Chips. HBM3 este de așteptat să ofere o capacitate mai mare de memorie, lățime de bandă de 512 GB/s până la 1TB/s pe stivă, tensiune mai mică și costuri mai mici, concomitent cu o creștere a numărului maxim de straturi stivuibile. Producția HBM3 este programată să înceapă în 2019 sau 2020. Standardul JEDEC este de așteptat să fie lansat în anul 2020.

## HBM3+ și HBM4
Aceste două generații viitoare, se pare că vor fi lansate între 2022 și 2024, cu mai multe stivuiri și capacitate mai mare. Este de așteptat ca acestea să ofere între 4 TB/s și 6 TB/s viteză de transfer și 1024 GB capacitate pentru fiecare stivă.